# Masato Shiono
Masato Shiono (japanisch 塩野正人, Shiono Masato; * 30. April 1986 in Iruma, Präfektur Saitama) ist ein ehemaliger japanischer Tischtennisspieler. Bei der Weltmeisterschaft 2014 gewann er Bronze mit der Mannschaft.

## Werdegang
Masato Shiono begann im Alter von sieben oder acht Jahren als klassischer Penholderspieler mit dem Tischtennissport. Mit zehn Jahren stellte er sein Spiel auf Abwehr um und verwendet seitdem auch die Shakehand-Schlägerhaltung. 2004 wurde er erstmals in der ITTF-Weltrangliste geführt. Bei der Jugend-Weltmeisterschaft holte Shiono mit dem Team Bronze, in den anderen drei Wettbewerben (Einzel, Doppel und Mixed) kam er nicht in die Nähe von Medaillenrängen. Bis 2013 hatte der Japaner einzelne Auftritte auf der Pro Tour. Dabei zog er bei den US Open 2011 im Einzel ins Halbfinale ein, bei den Japan Open ein Jahr später gelang ihm dieser Erfolg im Doppel mit Yūto Muramatsu. Ab 2013 vermehrten sich seine Auftritte auf der World Tour, wobei dieses Jahr als sein erfolgreichstes bezeichnet werden kann. Als Qualifikant war er der zweite Spieler nach Lee Sang-su, der nach Siegen über Chuang Chih-Yuan, Kenta Matsudaira, Li Hu, Kōki Niwa sowie Chen Chien-An ein World Tour-Turnier gewinnen konnte, nämlich die Japan Open. Auch den Titel bei den Czech Open sicherte er sich.  Aufgrund dieser Leistungen qualifizierte er sich für die World Tour Grand Finals 2013, wo er im Viertelfinale gegen Kim Min-seok verlor. In der Weltrangliste hatte er sich bis Juli 2014 auf Position 22 vorgearbeitet, hatte danach aber im gleichen Kalenderjahr nur noch ein für das Ranking entscheidendes Spiel bestritten, in dem er dem Spanier He Zhiwen mit 3:4 unterlag. Keine schlechten Ergebnisse lieferte Masato Shiono in der ersten Hälfte 2015 ab, wo er unter anderem bei den German Open das Achtelfinale erreichte, hier aber Zhang Jike den Vortritt lassen musste. Erst in der zweiten Jahreshälfte führten Niederlagen gegen vermeintlich schlechtere Gegner wie Aleksandar Karakašević, Kim Dong-hyun oder Eugene Wang dazu, dass sich Shiono aus den Top 50 der Welt verabschieden musste. Anfang 2017 beendete er seine internationale Karriere aufgrund von anhaltenden Verletzungsproblemen.

## Turnierergebnisse
| Verband | Veranstaltung            | Jahr | Ort          | Land | Einzel        | Doppel        | Mixed     | Team       | U-21          |
| ------- | ------------------------ | ---- | ------------ | ---- | ------------- | ------------- | --------- | ---------- | ------------- |
| JPN     | World Tour               | 2016 | Tokio        | JPN  | letzte 32     |               |           |            |               |
| JPN     | World Tour               | 2015 | Stockholm    | SWE  | letzte 64     |               |           |            |               |
| JPN     | World Tour               | 2015 | Warschau     | POL  | letzte 32     | letzte 64     |           |            |               |
| JPN     | World Tour               | 2015 | Wels         | AUT  | letzte 64     |               |           |            |               |
| JPN     | World Tour               | 2015 | Olmütz       | CZE  | letzte 32     | letzte 64     |           |            |               |
| JPN     | World Tour               | 2015 | Chengdu      | CHN  | letzte 32     |               |           |            |               |
| JPN     | World Tour               | 2015 | Kobe         | JPN  | letzte 32     | letzte 16     |           |            |               |
| JPN     | World Tour               | 2015 | Bremen       | GER  | letzte 16     |               |           |            |               |
| JPN     | World Tour               | 2014 | Olmütz       | CZE  | letzte 64     |               |           |            |               |
| JPN     | World Tour               | 2014 | Yokohama     | JPN  | letzte 64     | letzte 16     |           |            |               |
| JPN     | World Tour               | 2014 | Magdeburg    | GER  | letzte 32     | letzte 64     |           |            |               |
| JPN     | World Tour               | 2014 | Kuwait City  | KUW  | letzte 16     |               |           |            |               |
| JPN     | World Tour               | 2014 | Doha         | QAT  | letzte 32     |               |           |            |               |
| JPN     | World Tour               | 2013 | Ekaterinburg | RUS  | Viertelfinale |               |           |            |               |
| JPN     | World Tour               | 2013 | Bremen       | GER  | letzte 16     |               |           |            |               |
| JPN     | World Tour               | 2013 | Olmütz       | CZE  | Gold          |               |           |            |               |
| JPN     | World Tour               | 2013 | Yokohama     | JPN  | Gold          |               |           |            |               |
| JPN     | World Tour               | 2012 | Kobe         | JPN  | letzte 32     | Halbfinale    |           |            |               |
| JPN     | Pro Tour                 | 2011 | Wisconsin    | USA  | Halbfinale    |               |           |            |               |
| JPN     | Pro Tour                 | 2010 | Incheon      | KOR  | Qual.         | Viertelfinale |           |            |               |
| JPN     | Pro Tour                 | 2009 | Wakayama     | JPN  | letzte 16     | letzte 16     |           |            |               |
| JPN     | Pro Tour                 | 2008 | Yokohama     | JPN  | letzte 32     |               |           |            |               |
| JPN     | Pro Tour                 | 2007 | Seongnam     | KOR  | letzte 64     | letzte 32     |           |            | Viertelfinale |
| JPN     | Pro Tour                 | 2006 | Taipei       | TPE  | Qual.         | letzte 32     |           |            | Halbfinale    |
| JPN     | World Tour Grand Finals  | 2013 | Dubai        | UAE  | Viertelfinale |               |           |            |               |
| JPN     | Weltmeisterschaft        | 2014 | Tokio        | JPN  |               |               |           | Halbfinale |               |
| JPN     | Jugend-Weltmeisterschaft | 2004 | Kobe         | JPN  | letzte 16     | letzte 16     | letzte 64 | Halbfinale |               |
| JPN     | World Junior Circuit     | 2004 | Cetniewo     | POL  | Viertelfinale |               |           |            |               |